# Frédéric Samuel Cordey

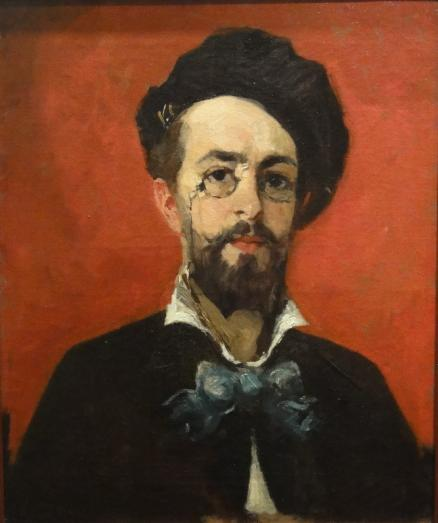
Norbert Goeneutte (1854–1894): Porträt von Frédéric Samuel Cordey, etwa 1885.

Frédéric Samuel Cordey (* 9. Juli  1854 in Paris; † 19. Februar 1911 in Éragny) war ein französischer Maler, der den Impressionisten zuzurechnen ist.

## Leben
Frédéric Samuel Cordey studierte an der École des Beaux-Arts in Paris bei Isidore Pils und Gustave Boulanger. Bald wandte er sich jedoch zusammen mit einer Gruppe gleichgesinnter junger Maler, darunter Pierre Franc-Lamy, gegen die klassische Lehre. Im Jahr 1877 stellte er auf der dritten Impressionisten-Ausstellung erstmals gemeinsam mit gleichgesinnten Malern, darunter Claude Monet, Auguste Renoir und Camille Pissarro, in Paris aus. 1881 verbrachte er ein Studienjahr in Algier mit dem Künstler André Lhote, weshalb er nicht an der sechsten Impressionisten-Ausstellung teilnehmen konnte, obwohl Gustave Caillebotte ihn dafür vorschlug. Ab 1884 präsentierte er seine Arbeiten im Salon des Indépendants und ab 1903 regelmäßig im Salon d’Automne, wo er ab 1904 als ordentliches Mitglied ausstellte.

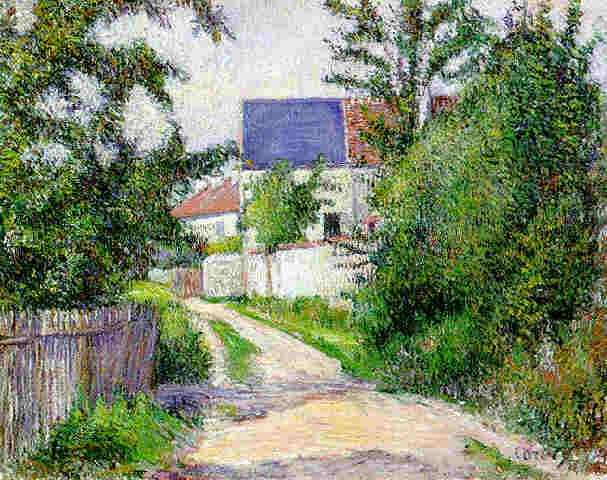
Frédéric Samuel Cordey: Ruelle à Auvers sur Oise, ca. 1903

Persönlich war Cordey eng mit Renoir verbunden – er erscheint in dessen Gemälden Der Ball im Moulin de la Galette und La Conversation. Jean Renoir zitiert eine Aussage Cordeys, die Renoir besonders schätzte: „Maler müssen wie Turner in Form bleiben, eine klare Sicht, präzise Bewegungen und gute Beine haben, um die Landschaft zu erfassen.“ Als Musikliebhaber unterstützte er den Komponisten François Cabaner. Camille Pissarro und Cordey unternahmen regelmäßig Malreisen an die Oise, unter anderem nach Neuville-sur-Oise und Éragny. 1913/14 fand in der Galerie Choiseul in Paris eine posthume Retrospektive statt. Die Kritiker Adolphe Tabarant, Paul Alexis, Gustave Geffroy und Adolphe Thalasso äußerten sich in L’Art et les Artistes lobend darüber.

## Werk

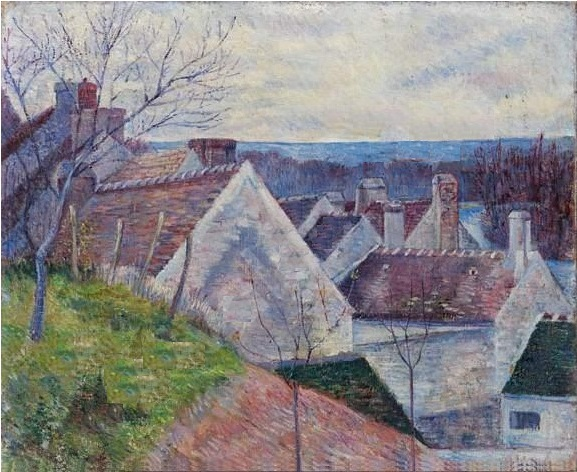
Frédéric Samuel Cordey: Les toits, le matin, ca. 1890

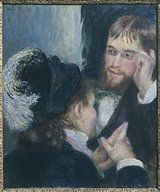
Pierre-Auguste Renoir (1841–1919): La conversation, ca. 1878. Schwedisches Nationalmuseum, Stockholm

Frédéric Samuel Cordey malte bevorzugt Landschaften in der Umgebung von Paris, insbesondere entlang der Oise, aber auch Stillleben und Porträts in einem lockeren Pinselduktus, der vom Impressionismus geprägt ist. Seine Themen reichten von Stadtansichten (Montmartre, Pontoise) über Villenidyllen und Waldszenen bis hin zu Stillleben wie Plat de Pêches (1906). Sein persönliches Vermögen erlaubte es ihm, unabhängig vom Kunstmarkt und von Kunstkritik zu arbeiten. Er erscheint zudem selbst als Person auf Gemälden Renoirs.